# Cynthia Gooding
Cynthia Gooding (* 12. August 1924 in Rochester, Minnesota; † 1988 in Kingston, New Jersey) war eine US-amerikanische Folk-Sängerin der frühen 1950er Jahre.

## Karriere
Sie war eine der ersten Künstler, die Jac Holzman bei seinem noch jungen Plattenlabel Elektra unter Vertrag nahm.
Multilingual begabt nahm sie Songs nicht nur in Englisch auf, sondern interpretierte zahlreiche Folksongs auch in deren Landessprache, wie Spanisch, Französisch, Italienisch, Mexikanisch und Türkisch.
1953 veröffentlichte sie drei LPs bei Elektra: Turkish And Spanish Folk Songs, Mexican Folk Songs und The Queen of Hearts-English Folksongs.
1954 folgte Italian Folk Songs und 1956 Aufnahmen mit Theodore Bikel, für sein Duett-Album A Young Man and a Maid.
Im März 1962 interviewte sie den aufstrebenden Bob Dylan, kurz vor der Veröffentlichung seines ersten Albums, in der Sendung Folksinger's Choice beim US-Sender WBAI, währenddessen Dylan auch elf Songs einspielte.

## Leben
Cynthia Gooding war mit Hassan Ozbekkan verheiratet. Zusammen haben sie zwei Töchter, Ayshe und Leyla.